# Erfurt Hauptbahnhof
Erfurt Hauptbahnhof – stacja kolejowa w Erfurcie, w kraju związkowym Turyngia, w Niemczech. Ma 6 peronów.